# 純情 (吉田拓郎 & 加藤和彦の曲)
「純情」（じゅんじょう）は、1994年1月2日に放送された、テレビ東京12時間ドラマ「織田信長」の主題歌。吉田拓郎と加藤和彦のデュエットでレコーディングされ、 1993年12月22日にシングルとして発売された。これは現在、吉田が東芝EMIからリリースした唯一のシングルとされているが、吉田は2014年発売のセルフカバー・アルバム『AGAIN』でもこの曲を採り上げている。

## 解説
「純情」は阿久悠と加藤和彦のコンビで書かれた曲で、吉田拓郎と加藤のデュエットでレコーディングされ、ドラマ「織田信長」の劇中で一度だけ流された。歌詞を手がけた阿久悠は、戦国時代にあっても変わらない男の稚気を書こうと、ビートルズなどにも通ずるキーワードをちりばめたとし、「純情」は、これまでの吉田や加藤との仕事のなかではセールス的にふるわなかったものの、自分にとって愛着のある歌だとしている。なお、カップリング曲には吉田が作詞を、加藤が作編曲をそれぞれ手がけた、加藤単独の歌唱による「5月の風」が使用されている。

## アートワーク
表ジャケットには曲タイトルとアーティスト名等の文字だけが記されており、裏ジャケットにはレストランで会食する吉田と加藤の写真が使われている。なお、リリースにあたって、コピーライター前田知巳とアートディレクター秋山嵐史によるキャッチコピーが作られた。

## 収録曲
| 全作曲・編曲: 加藤和彦。 |                                                    |           |            |                                             |      |
| #                        | タイトル                                           | 作詞      | 作曲・編曲 | パーソネル                                  | 時間 |
| 1.                       | 「純情」(テレビ東京12時間ドラマ「織田信長」主題歌) | 阿久悠    | 加藤和彦   | 吉田拓郎 - ヴォーカル 加藤和彦 - ヴォーカル | 6:02 |
| 2.                       | 「5月の風」                                        | 吉田拓郎  | 加藤和彦   | 加藤和彦 - ヴォーカル                       | 4:02 |
| 3.                       | 「純情（オリジナル・カラオケ）」                   |           | 加藤和彦   |                                             | 6:04 |
| 合計時間:                | 合計時間:                                          | 合計時間: | 合計時間:  | 16:08                                       |      |

## クレジット
オリジナル・シングルCDの表記に基づく。
- 吉田拓郎 by the courtesy of FOR LIFE RECORDS

## 収録作品
タイトル曲のオリジナル音源は2007年に発売された阿久悠のコンピレーション・アルバム、『阿久悠を歌った100人〜青春時代〜』に初収録された。吉田はこの曲をライブでしばしば採り上げ、2014年に発表したセルフカバー・アルバム『AGAIN』で新たにスタジオ録音している。一方、カップリング曲の「5月の風」はアルバム未収録である。

### 阿久悠
- 『阿久悠を歌った100人〜青春時代〜GS・フォーク・ニューミュージック編』ソニー・ミュージックダイレクト CD:MHCL-1208（シングルのタイトル曲を収録）

### 吉田拓郎
- 『豊かなる一日』インペリアル・レコード CD+DVD:TECI-1057/8 / CD:TECI-1057（タイトル曲のライブテイクを収録）
- 『吉田拓郎 LIVE 2012』avex trax DVD+2CD:AVBD-92007 / DVD:AVBD-92008 / Blu-ray:AVXD-92009（タイトル曲のライブテイクを収録）
- 『吉田拓郎 LIVE 2014』avex trax DVD+2CD:AVBD-92151 / DVD:AVBD-92152 / Blu-ray+2CD:AVXD-92153 / Blu-ray:AVXD-92154（タイトル曲のライブテイクを収録）
- 『AGAIN』avex trax CD:AVCD-38927（タイトル曲のスタジオ新録音）
- 『Another Side Of Takuro 25』フォーライフミュージックエンタテイメント CD:FLCF-4536（ボーナス・トラックとして収録）